# Makati
Makati anglicky City of Makati, filipínsky Lungsod ng Makati) je město na Filipínách. Leží na ostrově Luzon, kde tvoří 1 z 16 měst národního centrálního regionu (NCR) - Metro Manila. Makati je spolu se sousedním městem Taguig finančním centrem Filipín, protože je zde velká koncentrace domácích i zahraničních firem. Má přibližně 630 tisíc obyvatel. Sídlí zde muzeum historie a výtvarného umění Ayala.

## Centrum města
V centru města je rozvinutá obchodní čtvrť (Makati Central business district) se sídlem mnoha nejvýznamnějších filipínských a nadnárodních společností, ambasád, luxusních obchodů a nákupních center.
Ayala triangle je trojúhelník ulic v rámci obchodní čtvrtě, kolem kterého je největší koncentrace výškových budov mnoha nadnárodních společností. Uprostřed trojúhelníku je jediný větší městský park pro veřejnost v Makati.
Ayala center je zábavní a nákupní centrum. Součástí je několik nákupních domů z nichž některé jsou přímo propojená, komplex hotelů a Ayala Muzeum, kde je představena historie Filipín a umění.

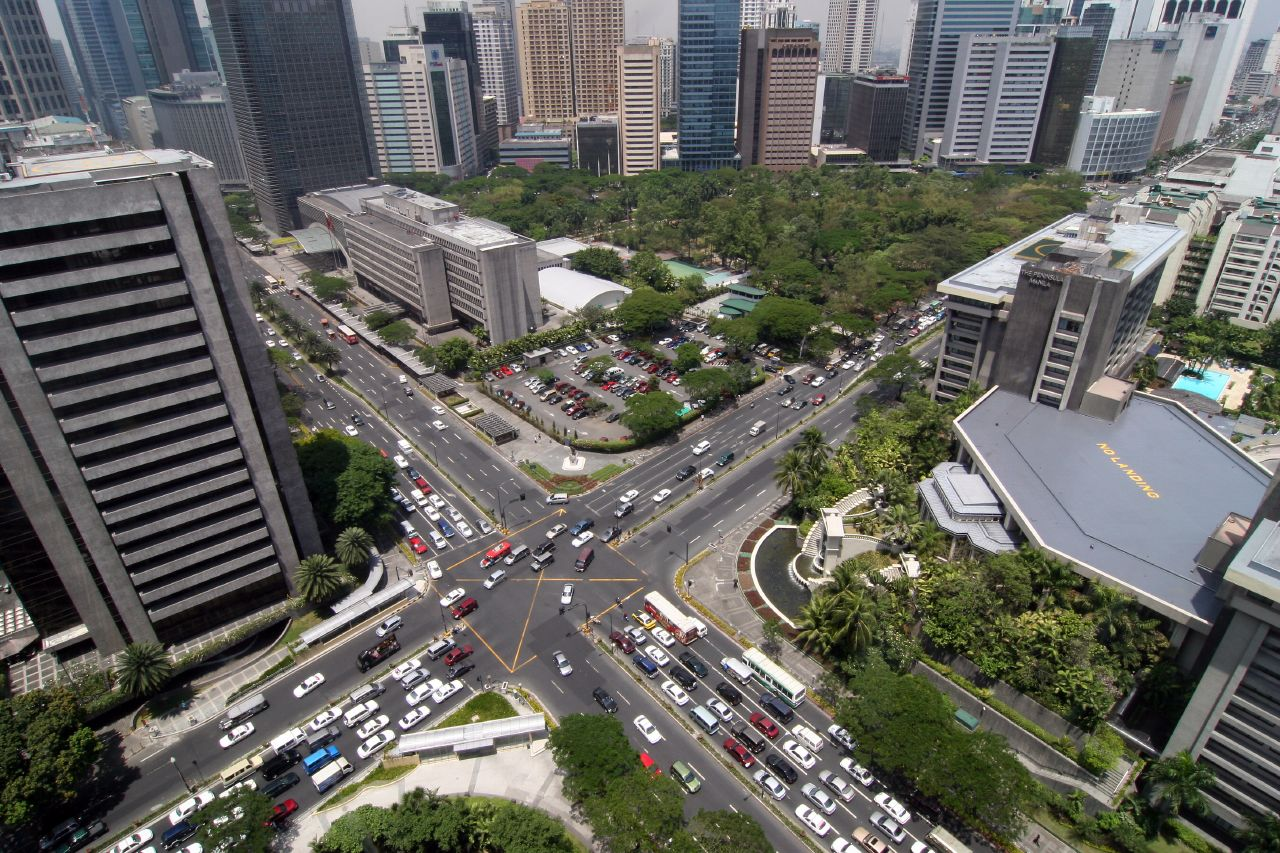
Ayala triangle

Obchodní centrum Glorietta

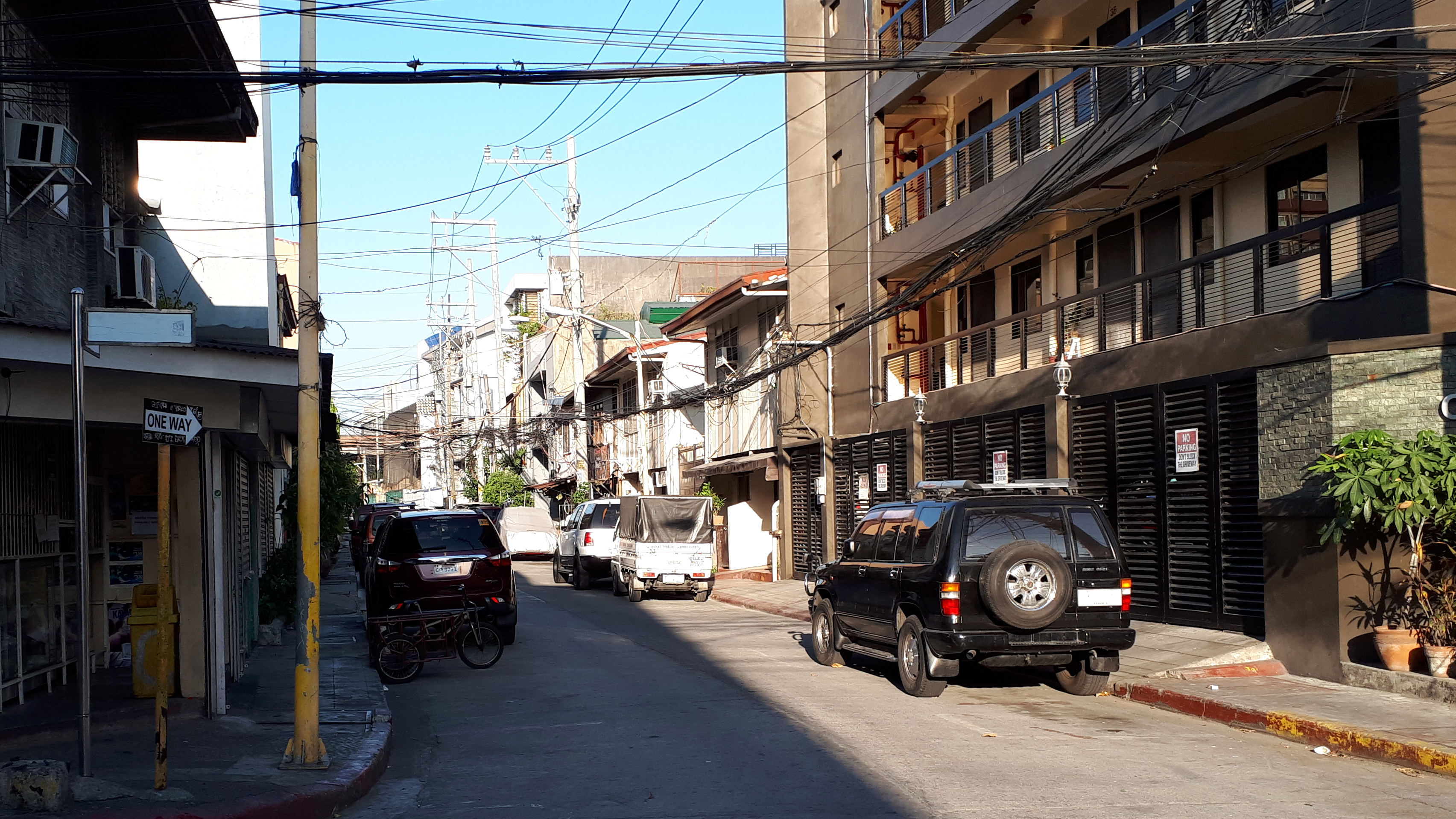
Typická ulice mimo obchodní centrum Makati

## Doprava

### Hromadná doprava
Nadzemní městská dráha MRT3 (obsluhovaná převážně českými tramvajemi typu Tatra RT8D5), státní železnice PNR a soukromí autobusoví dopravci spojují Makati s dalšími městy, které jsou součástí Metro Manila.

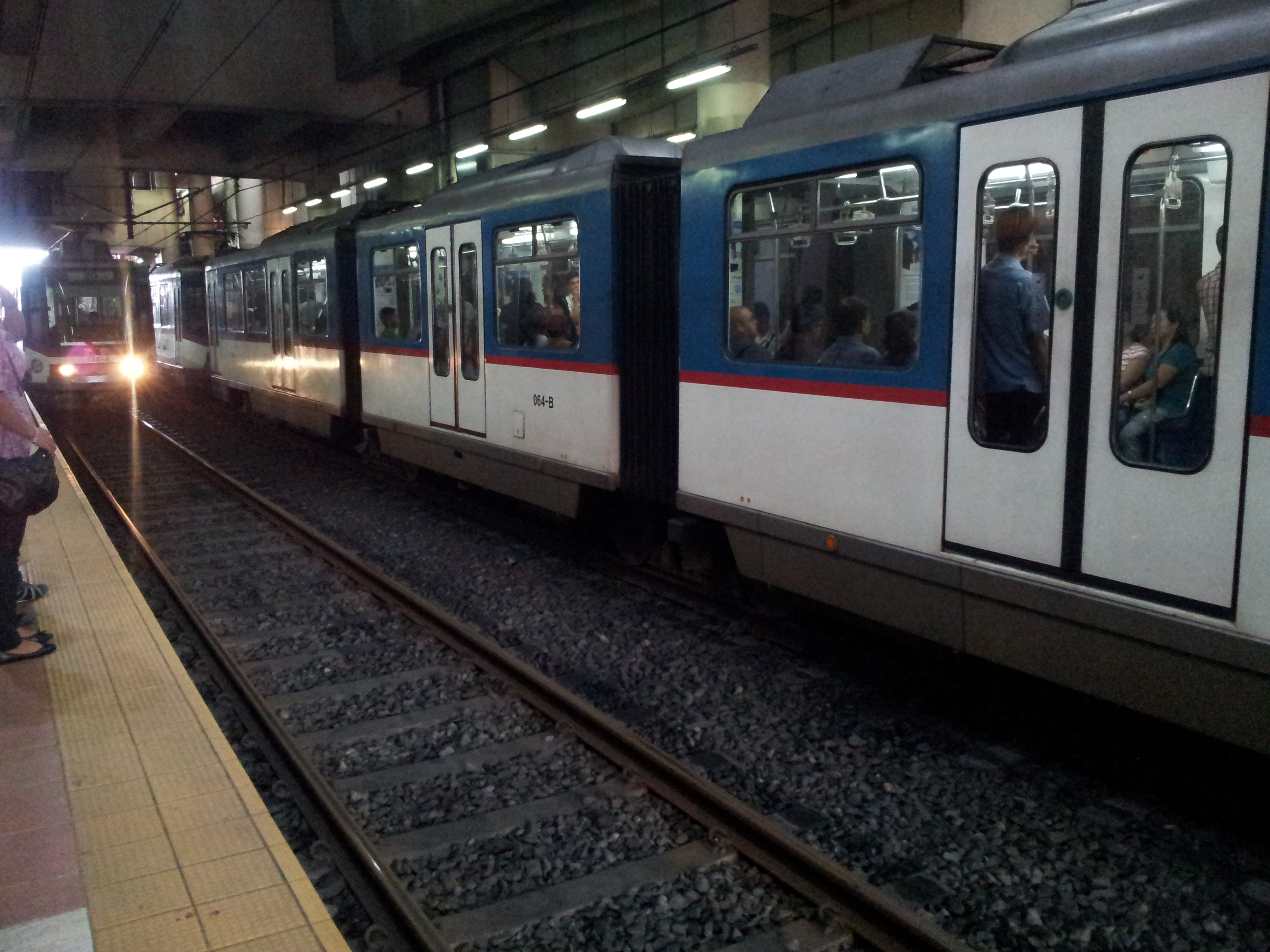
MRT3 Ayala station

Dopravu uvnitř města zajišťují soukromí operátoři pomocí tradičního Filipínského Jeepney a autobusů. Makati nemá jednotný systém městské hromadné dopravy.

### Silniční síť

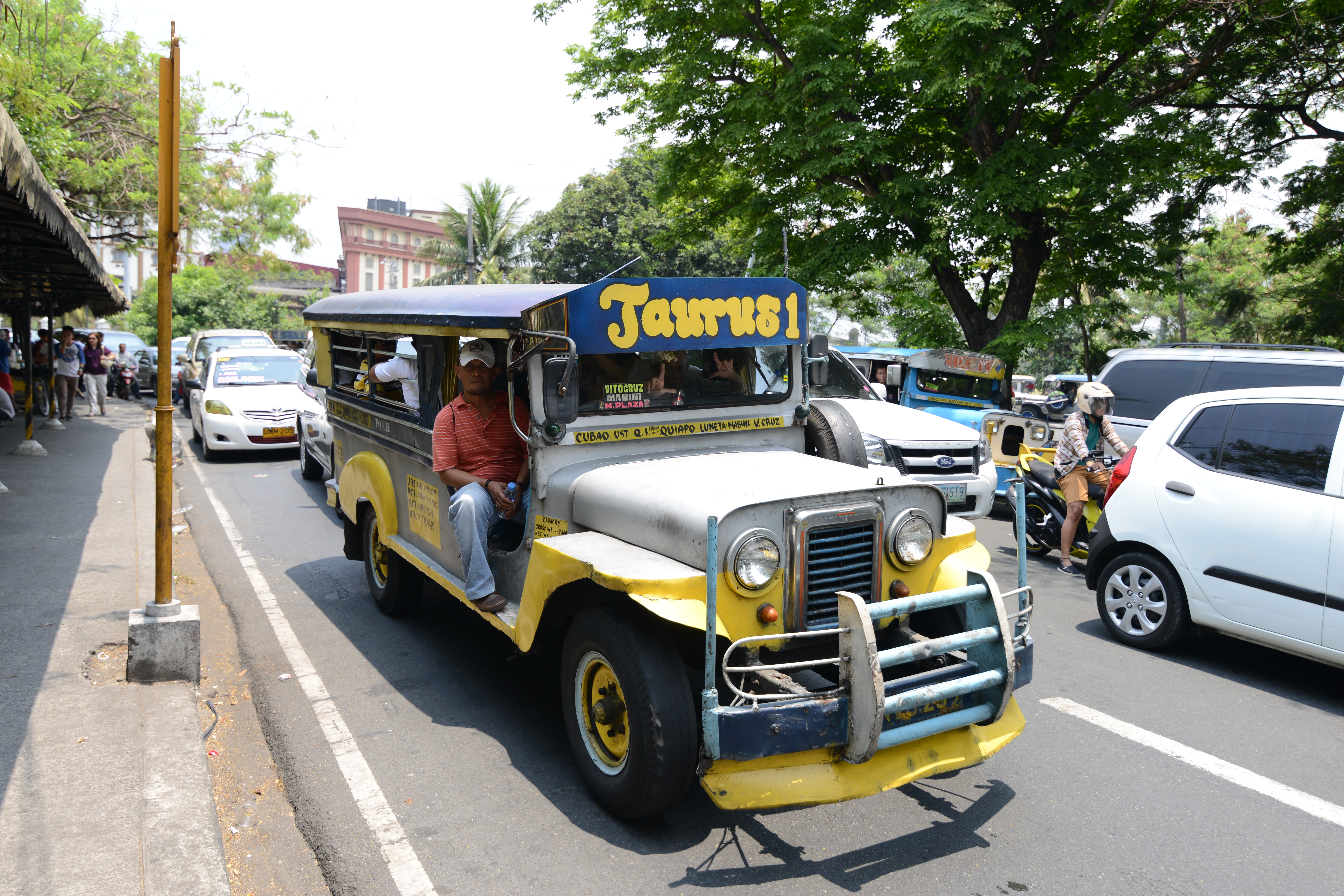
Tradiční prostředek hromadné dopravy - Jeepney

Makati protínají dvě nejdůležitější dálnice metropolitní oblasti EDSA a Metro Manila Skyway. Dopravní síť ve městě je velmi přetížená což přispívá ke špatné kvalitě ovzduší.

## Zdravotnictví
Většina zdravotních středisek a nemocnic v Makati je privátní. Největší a nejmodernější nemocnicí je privátní Makati Medical Center. Druhou nemocnicí je veřejná Ospital ng Makati.